# Rondibilis celebica
Rondibilis celebica là một loài bọ cánh cứng trong họ Cerambycidae.